# Église Saint-Sava de Čerević
Pour les articles homonymes, voir Église Saint-Sava.
L'église Saint-Sava de Čerević (en serbe cyrillique : Српска православна црква у Черевићу ; en serbe latin : Srpska pravoslavna crkva u Čereviću) est une église orthodoxe serbe située dans le village de Čerević, en Serbie, dans la municipalité de Beočin et dans le district de Bačka méridionale. Construite au début du XVIIIe siècle, elle est inscrite sur la liste des monuments culturels de grande importance de la république de Serbie (identifiant no SK 1095).

## Présentation
L'église Saint-Sava a probablement été construite au début du XVIIIe siècle mais son aspect actuel date des années 1770.
Elle est constituée d'une nef unique prolongée d'une abside pentagonale ; un clocher surmonte la façade occidentale. Les façades extérieures sont décorées de manière très simple, avec des chapiteaux, des fenêtres en arcade et une corniche avançant sous le toit.
L'iconostase date des XVIIIe et XIXe siècles ; le style des icônes suggère l'intervention de trois peintres différents, tous inconnus ; les parties sculptées pourraient être l'œuvre de Marko Vujatović et dater de 1825.